# 弗兰克·斯塔布斯
弗兰克·斯塔布斯（1909年7月12日—1993年4月20日），美国男子冰球运动员，场上位置是前锋。他曾代表美国国家队参加1936年冬季奥林匹克运动会冰球比赛，获得一枚铜牌。